# Wade Hampton II
Wade Hampton II (21. april 1791 – 10. februar 1858) var en amerikansk plantageejer og soldat i den Britisk-amerikanske krig. Han tilhørte Hampton familien, som havde stor indflydelse i South Carolina i næsten 100 år.
Han blev løjtnant ved dragonerne i 1811, og var fungerende generalinspektør og adjudant for general Andrew Jackson i New Orleans i 1815.
Hampton blev født i Columbia, South Carolina, som søn af general Wade Hampton I (1752–1835) og Harriet Flud. Han giftede sig med Ann Fitzsimmons den 6. marts, 1817, i Charleston. Hendes søster, Catherine Fitzsimmons, var gift med James Henry Hammond. Hans søn, Wade Hampton III, var en fremtrædende general i Sydstaternes kavaleri under den amerikanske borgerkrig, og guvernør i South Carolina efter krigen.
Hans sommerbolig High Hampton er fredet, og det samme er hans herregård i Columbia, South Carolina, Hampton-Preston House og ruinerne af hovedbygningen på hans plantage Millwoods.
Han ligger begravet på kirkegården ved Trinity Episcopal Church i Columbia, South Carolina.